# Синтия Харод-Игълс
Синтия Харод-Игълс (на английски: Cynthia Harrod-Eagles) е английска писателка, родена в Лондон през 1948 г.
Тя е сред най-продуктивните писателки във Великобритания. Нейната писателска кариера започва през 1972 г. По-голямата част от книгите ѝ са преведени на най-популярните езици в света.
Става популярна със серията криминални романи за инспектор Бил Слайдър. Интересът ѝ към историческата тема се съдържа в над 30 романа, посветени на различни епохи от историята на Англия. Поредицата е наречена „Династията".

## Избрани романи
- „Време за мъст“
- „До смърт“
- „Една за всички“
- „Инсценирано убийство“
- „Кръвни тайни“
- „Некрочип“
- „Проклета кръв“
- „Синкоп“
- „Чадър за инспектора“